# Delphine Darbellay
Delphine Darbellay (23 ottobre 2002) è una sciatrice alpina svizzera.

## Biografia
Attiva in gare FIS dal novembre del 2018, Delphine Darbellay ha esordito in Coppa Europa il 29 gennaio 2019 a Les Diablerets in combinata, senza completare la prova, e ai Mondiali juniores di Panorama 2022 ha vinto la medaglia di bronzo nella gara a squadre; ha debuttato in Coppa del Mondo il 18 marzo 2022 nella gara a squadre disputata a Méribel, vinta dalla sua nazionale svizzera, e il 3 dicembre 2023 ha conquistato a Zinal in slalom gigante la prima vittoria (nonché primo podio) in Coppa Europa. Ai Mondiali di Saalbach-Hinterglemm 2025, sua prima presenza iridata, ha vinto la medaglia d'argento nella gara a squadre; non ha preso parte a rassegne olimpiche.

## Palmarès

### Mondiali
- 1 medaglia:
  - 1 argento (gara a squadre a Saalbach-Hinterglemm 2025)

### Mondiali juniores
- 1 medaglia:
  - 1 bronzo (gara a squadre a Panorama 2022)

### Coppa del Mondo

#### Coppa del Mondo - gare a squadre
- 1 podio:
  - 1 vittoria

### Coppa Europa
- Miglior piazzamento in classifica generale: 27ª nel 2025
- 1 podio:
  - 1 vittoria

#### Coppa Europa - vittorie
| Data            | Località | Paese    | Specialità |
| --------------- | -------- | -------- | ---------- |
| 3 dicembre 2024 | Zinal    | Svizzera | GS         |

Legenda:

GS = slalom gigante

### Campionati svizzeri
- 2 medaglie:
  - 1 oro (slalom gigante nel 2023)
  - 1 argento (combinata nel 2020)